# Erich Kleiber
Erich Kleiber (Viena, 5 d'agost de 1890 - 27 de gener de 1956) fou un director d'orquestra austríac nacionalitzat argentí.

## Biografia
Va estudiar a Praga i el 1923, després de dirigir una emocionant interpretació de Fidelio de Beethoven en l'Òpera Estatal de Berlín, es va convertir en el seu director musical.
És conegut per les seves interpretacions del repertori simfònic i operístic estàndard, tant com per les seves estrenes. Per exemple, el 1925, va dirigir l'estrena de l'òpera d'Alban Berg Wozzeck. Després, quan la segona òpera de Berg va ser etiquetada Entartete Musik (música degenerada, com l'art degenerat) pel nazisme i censurada, va renunciar al seu càrrec a l'Òpera de Berlín com a protesta.
En la dècada de 1930 dirigí l'Orquestra Filharmònica de la Ciutat de Mèxic, tenint com a concertino al violinista Higinio Ruvalcaba. El 1926 va viatjar a Buenos Aires on va tornar el 1937 per quedar-se i treballar al Teatro Colón fins al 1949 com a director musical. Estava especialitzat en el repertori operístic alemany, en especial Wagner. Gràcies al seu prestigi, va atreure a grans estrelles al Colón com Emanuel List, Kirsten Flagstad, Set Svanholm, Max Lorenz, Rose Pauly, Anny Konetzni, Marjorie Lawrence, Rose Bampton, Hans Hotter, Astrid Varnay, Viorica Ursuleac, Ludwig Suthaus, Elisabeth Höngen, Anton Dermota, Ludwig Weber, Hilde Konetzni.
Algunes de les seves interpretacions d'aquest període estan disponibles en CD de variable qualitat, segons les condicions originals en les quals es van fer els enregistraments. Va adquirir la nacionalitat argentina el 1938.
Després de la Segona Guerra Mundial, se li va oferir el seu antic lloc a l'Òpera Estatal de Berlín, que estava ara a la zona russa de la ciutat, però després de descobrir que per als comunistes no era persona desitjable com va succeir amb els nazis, va renunciar sense haver dirigit un sol concert. Es va convertir en un director convidat estrella, sense tenir ja cap lloc fix.
Casat amb la nord-americana-eslovena Ruth Goodrich, a qui va conèixer a Buenos Aires, Erich Kleiber va ser pare del famós director d'orquestra Carlos Kleiber (1930-2004).